# Kasper Hjulmand
Kasper Hjulmand (nacido el 9 de abril de 1972 en Aalborg, Dinamarca) es un exfutbolista y entrenador. Actualmente está sin club.

## Trayectoria

### Como jugador
Hjulmand comenzó su carrera en el Randers Freja en 1987, donde jugó cuatro años, y luego firmó con el Herlev IF en el invierno de 1992. Allí estuvo dos temporadas, para pasar al Boldklubben af 1893 en invierno de 1995. Después de tres temporadas con este club, a los 26 años, Hjulmand se vio obligado a retirarse como jugador debido a una lesión en la rodilla.

### Como entrenador
Tras colgar las botas, Hjulmand comenzó a entrenar a los jóvenes del Lyngby BK. Fue subiendo escalones en el club hasta que, en la temporada 2006/2007, fue nombrado como director técnico del primer equipo. 
El 8 de julio de 2008, firmó con el FC Nordsjælland como asistente, abandonando así el Lyngby BK después de diez años. En junio de 2011 fue nombrado el sucesor de Morten Wieghorst al frente del FC Nordsjælland. En su primera temporada dirigiendo este equipo, ganó la Superliga de Dinamarca, siendo el primer título tanto del equipo como de su técnico. Al año siguiente fue subcampeón.
El 15 de mayo de 2014, Hjulmand fue confirmado como el sucesor de Thomas Tuchel en el Maguncia 05 para la 1. Bundesliga 2014-15. El equipo comienza el campeonato llegando a ocupar posiciones europeas, aunque concluye la primera vuelta en 12.º puesto y siendo eliminado a las primeras de cambio en la Liga Europa y la Copa de Alemania. Al comienzo de la segunda vuelta, los resultados no mejoraron y el equipo quedó a un solo punto de los puestos de descenso tras ganar uno solo de los 13 últimos partidos, perdiendo (2-4) contra el Borussia Dortmund en la 21.ª jornada, lo que provocó la destitución de Hjulmand.
Tras esta breve etapa en Alemania, volvió al banquillo del FC Nordsjælland, equipo al que dirigió entre 2016 y 2019.
El 12 de junio de 2019, firmó un contrato como nuevo seleccionador de Dinamarca a partir del próximo año.El 19 de julio de 2024, presentó su renuncia al cargo luego de la eliminación en la Eurocopa.

## Clubes

### Como jugador
| Club                | País      | Año       |
| ------------------- | --------- | --------- |
| Randers Freja       | Dinamarca | 1987-1991 |
| Herlev IF           | Dinamarca | 1992-1994 |
| Boldklubben af 1893 | Dinamarca | 1994-1998 |

### Como entrenador
| Club                   | País      | Año       | PJ  | PG  | PE | PP  | Efectividad |
| ---------------------- | --------- | --------- | --- | --- | -- | --- | ----------- |
| Lyngby BK              | Dinamarca | 2006-2008 | 50  | 14  | 12 | 14  | 36%         |
| FC Nordsjælland        | Dinamarca | 2011-2014 | 122 | 58  | 25 | 39  | 54.37%      |
| Maguncia 05            | Alemania  | 2014-2015 | 24  | 5   | 11 | 8   | 36.11%      |
| FC Nordsjælland        | Dinamarca | 2016-2019 | 113 | 43  | 31 | 39  | 42.18%      |
| Selección de Dinamarca | Dinamarca | 2020-2024 | 55  | 33  | 8  | 14  | 64.85%      |
| Total                  | Total     | Total     | 364 | 153 | 87 | 124 | 50%         |